# Chechakhata
Chechakhata is een census town in het district Alipurduar van de Indiase staat West-Bengalen.

## Demografie
Volgens de Indiase volkstelling van 2001 wonen er 6847 mensen in Chechakhata, waarvan 54% mannelijk en 46% vrouwelijk is. De plaats heeft een alfabetiseringsgraad van 84%.